# سنتيمتر مكعب

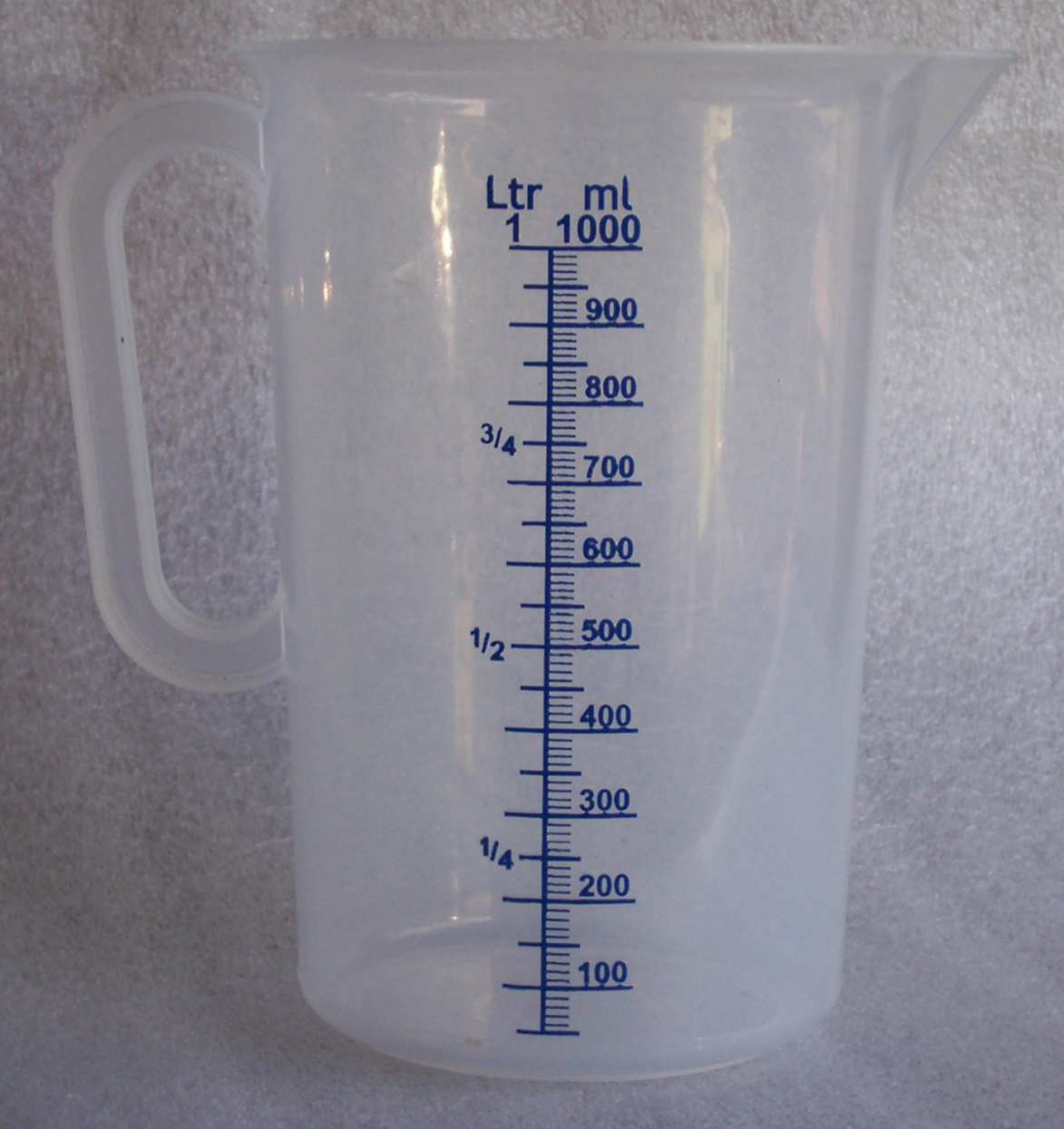

سنتيمتر مكعب أو سم3 (بالإنجليزية: cubic centimeter)‏، هي وحدة للحجم تستخدم في الأبحاث العلمية. فهذه الوحدة مساوية لحجم مكعب طول أبعاده 1 سم. أي أن 1000 سم3 يساوي 1 لتر أو 1 ديسيمتر مكعب 1 دم3.